# Bystročice
Bystročice é uma comuna checa localizada na região de Olomouc, distrito de Olomouc.